# Nihonogomphus luteolatus
Nihonogomphus luteolatus är en trollsländeart som beskrevs av Chao och Liu 1989. Nihonogomphus luteolatus ingår i släktet Nihonogomphus och familjen flodtrollsländor. Inga underarter finns listade i Catalogue of Life.